# Paul Ackerley
Paul Ackerley, född den 16 maj 1949 i Christchurch, Nya Zeeland, död 3 maj 2011 i Wellington, Nya Zeeland, var en nyzeeländsk landhockeyspelare.
Han tog OS-guld i herrarnas landhockeyturnering i samband med de olympiska landhockeytävlingarna 1976 i Montréal.